# Taşova
Taşova est une ville et un district de la province d'Amasya dans la région de la mer Noire en Turquie.